# Typhon Trami
Le typhon Trami, connu aux Philippines sous le nom de typhon Paeng, est la 24e tempête tropicale nommée et le dixième typhon de la saison annuelle des typhons dans le pacifique nord-ouest, en plus d'être le deuxième cyclone tropical à toucher le Japon en moins d'un mois en 2018. Il s'est développé dans une zone de basse pression au sud-est de Guam le 20 septembre, puis il s'est intensifié en une tempête tropicale le lendemain et est devenu le 22 septembre un typhon qui a atteint son intensité maximale le 24 septembre.
Le 25 septembre, le typhon Trami ralentit et dérive lentement vers le nord. Il commence à s'affaiblir en raison de la remontée d'eau froide. Puis, le 29 septembre, il accélère et se dirige vers le nord-est avant de frapper le Japon le jour suivant. Il devient ensuite un cyclone extratropical le 1er octobre. Les restes extra-tropicaux persistent pendant quelques jours avant de se dissiper complètement le 8 octobre. 
Le typhon Trami a causé des dommages supplémentaires au Japon qui se remettait à peine des dégâts du typhon Jebi. Les transports furent perturbés et plusieurs vols intérieurs furent annulés. Plus de 380 000 personnes ont été évacuées et Trami a fait 4 morts en plus de centaines de blessés. Les pertes matérielles furent estimées à 306 milliards de JPY de 2018 (2,69 milliards de USD).

## Évolution météorologique
Le 20 septembre, l'Agence météorologique japonaise (JMA) a commencé à suivre une dépression tropicale située au sud-est de Guam. Se déplaçant vers le nord-ouest, la dépression a gagné une certaine organisation, et le Joint Typhoon Warning Center (JTWC) a émis une alerte à la formation de cyclones tropicaux (TCFA), classant le système comme 'la dépression tropicale 28W'. La JMA a commencé à émettre des avis lorsque le système a atteint des vents de 55 km/h. La JMA et le JTWC ont rehaussé le système au niveau de tempête tropicale nommée Trami le lendemain.
Le système s'est déplacé d'ouest en nord-ouest le 22 septembre, sous l'influence d'une crête subtropicale dans son quadrant nord. Bénéficiant de conditions favorables telles que des températures de surface de la mer (SST) élevées de 28 °C et un faible cisaillement du vent en altitude, Trami s'est progressivement intensifié, atteignant le stade de violente tempête tropicale le matin et de typhon à 18 h UTC. Poursuivant vers l'ouest-nord-ouest, Trami a continué de s'intensifier grâce à des conditions environnementales favorables et a développé un œil, mais il est rapidement entré dans une période de remplacement du mur de l'œil. Trami a terminé ce cycle tôt le 24 septembre et a repris son intensification. Selon la JMA, la tempête a atteint son intensité maximale ce jour-là à 18 h 0 UTC, avec des vents maximum  de 195 km/h soutenus pendant 10 minutes et une pression centrale de 915 hPa dans le sud-est de la mer des Philippines. Le JTWC a déclaré que Trami est devenu un super typhon équivalent à la catégorie 5 de l'échelle de Saffir-Simpson, avec des vents soutenus d'une minute de 260 km/h.
Peu de temps après, Trami a perdu son flux d'altitude et a ralenti car il était situé entre deux anticyclones subtropicaux, soit un col barométrique. La persistance du typhon au même endroit pendant plusieurs jours a entraîné une remontée d'eau froide importante des profondeurs, avec des températures de surface de la mer passant de 28 à 21 °C. L'effet combiné de l'eau froide et d'air sec environnant entraîné dans le système a donné lieu à un affaiblissement significatif et Trami est retombé sous le statut de super typhon le 25 septembre. Cependant l'œil, auparavant petit de Trami s'est considérablement étendu.
Le 28 septembre, la crête subtropicale sur l'océan Pacifique s'est légèrement intensifiée et Trami a accéléré vers le nord-ouest, puis le nord-est et le long de l'ouest le lendemain, passant juste au sud-est de l'île d'Okinawa. Le typhon a touché terre près de Tanabe dans la préfecture de Wakayama, à 20 h 0 Heure locale le 30 septembre (11 h 0 UTC), avec des vents soutenus de 150 km/h. Après l'impact sur Honshu, le typhon s'est complètement transformé en cyclone extratropical de même intensité et a ensuite touché les îles Kouriles, puis s'est affaibli graduellement avant que ses restes extra-tropicaux n'atteignent la mer de Béring, près des îles Aléoutiennes.

## Impact

### Taïwan
Le 28 septembre, le Bureau central de météorologie de Taïwan a envoyé une alerte de pluie pour 7 villes et comtés de l'île pour des précipitations sur 24 heures atteignant 200 mm. Les zones côtières et exposées pouvaient également être affectées par des vents d'une intensité de 9 à 11 sur l'échelle de Beaufort. Bien que Taïwan ait évité une frappe directe par Trami, de grosses vagues allant jusqu'à 4 mètres ont touché le nord de l'île et 4 personnes ont été blessées par le fort courant d'arrachement.

### Japon
Trami est passé à 30 km à l'ouest de l'aéroport de Naha et de l'île d'Okinawa dans l'après-midi du 29 septembre et des rafales de 183 km/h furent enregistrées. Cinquante personnes furent blessées et environ 600 furent évacuées vers des abris. Trente villes et villages d'Okinawa perdirent le courant électrique et près de 200 vols vers la préfecture furent annulés. Une statue de Guanyin dans le palais d'or de Ryukyu s'est effondrée, une perte estimée à environ 100 millions de yens (880 000 $US).
Trami a provoqué des vents et des vagues violents sur les îles principales du Japon. Le typhon a battu les records historiques de vents maximum soutenus pendant 10 minutes dans 30 stations météorologiques et les rafales maximales dans 55 stations, principalement le 30 septembre. Les rafales maximales ont été enregistrées à Hachioji, dans la préfecture de Tokyo, à 164 km/h, ce qui a battu le record établi en 2011. Trami a également produit une onde de tempête de 11,71 m au cap Irō. Plus de 1 000 vols furent annulés, dont 45 au départ de Hong Kong.
Au moins 4 décès et plus de 200 blessés furent signalés à travers le pays. Les pertes sont estimées à 306,1 milliards de yens (2,69 milliards de $US).